# Esther Jones
Esther Jones (née le 7 avril 1969 à Chicago) est une athlète américaine spécialiste du 100 et du 200 mètres.

## Biographie
Sélectionnée dans l'équipe des États-Unis lors des Jeux olympiques d'été de 1992 à Barcelone, elle remporte la médaille d'or du relais 4 × 100 m aux côtés de Evelyn Ashford, Carlette Guidry et Gwen Torrence, devançant avec le temps de 42 s 11, l'Équipe unifiée de l’ex-URSS et le Nigeria.
Ses records personnels sont de 11 s 53 sur 100 m (1988 et 1993) et de 23 s 03 sur 200 m (1991).

## Palmarès
| Année | Compétition                | Lieu      | Résultat | Épreuve   |
| ----- | -------------------------- | --------- | -------- | --------- |
| 1989  | Coupe du monde des nations | Barcelone | 3e       | 4 × 100 m |
| 1992  | Jeux olympiques            | Barcelone | 1re      | 4 × 100 m |